# Гидридотрис(трифенилфосфин)карбонилродий
Гидридотрис(трифенилфосфин)карбонилродий — карбонильный комплекс металлоорганического
соединения
родия
состава Rh(CO)[P(C6H5)3]3H,
жёлтые кристаллы.

## Получение
- К спиртовому раствору хлорида родия(III) добавляют раствор трифенилфосфина, а затем щелочной раствор формальдегида:

{\displaystyle {\mathsf {RhCl_{3}+3P(C_{6}H_{5})_{3}\ {\xrightarrow {KOH,HCHO}}\ Rh(CO)[P(C_{6}H_{5})_{3}]_{3}H}}}

## Физические свойства
Гидридотрис(трифенилфосфин)карбонилродий образует жёлтые кристаллы
моноклинной сингонии,
пространственная группа P 21/n,
параметры ячейки a = 1,011 нм, b = 3,331 нм, c = 1,333 нм, β = 90°, Z = 4.
Растворяется в бензоле, хлороформе, дихлорметане.